# Maboge
 Maboge  (en wallon : Mabôdje) est un hameau de la ville belge de La Roche-en-Ardenne située en Région wallonne dans la province de Luxembourg.
Avant la fusion des communes de 1977, Maboge faisait partie de la commune de Samrée.

## Situation
Maboge se situe en rive droite de l'Ourthe en amont de La Roche-en-Ardenne. Le hameau est blotti en fond de vallée entouré de versants abrupts et boisés. Un pont ainsi que l'ancien gué du Pré Balthazar permettent d'y franchir l'Ourthe. Maboge se trouve à 6,5 km du centre de La Roche accessible par la route nationale 860 longeant l'Ourthe.

## Description
Ce hameau ardennais se concentre autour de sa petite église dédiée à Saint Roch bâtie en pierre de schiste et pierre de taille au XIXe siècle et entourée de son cimetière. Il possède quelques anciennes fermettes en pierre de schiste typiques de la région. Jadis tournée vers l'exploitation forestière, l'économie de Maboge s'oriente désormais davantage vers le tourisme.

## Activités et tourisme
La baignade en rivière peut se pratiquer depuis une plage aménagée et équipée. On peut aussi pratiquer le kayak sur l'Ourthe (départ vers La Roche).
Le sentier de grande randonnée 57 traverse Maboge.
Le hameau compte un important camping, plusieurs gîtes et des chambres d'hôtes.